# Седнев, Сергей Егорович
Серге́й Его́рович Се́днев (1917—1975) — ефрейтор Рабоче-крестьянской Красной Армии, участник Великой Отечественной войны, Герой Советского Союза (1944).

## Биография
Сергей Седнев родился в 1917 году в селе Подгорное Самарского района Восточно-Казахстанской области Казахстана. После окончания средней школы работал водителем. В 1937—1940 годах проходил службу в Рабоче-крестьянской Красной Армии. В августе 1941 года Седнев повторно был призван в армию и направлен на фронт Великой Отечественной войны.
К сентябрю 1943 года ефрейтор Сергей Седнев был мотористом 23-го отдельного моторизованного понтонно-мостового батальона 47-й армии Воронежского фронта. Отличился во время битвы за Днепр. 25 сентября — 20 октября 1943 года Седнев занимался переправой на пароме советских частей через Днепр в районе города Канева Черкасской области Украинской ССР, совершив под массированным вражеским огнём в общей сложности более трёхсот рейсов.
Указом Президиума Верховного Совета СССР от 3 июня 1944 года за «мужество и героизм, проявленные при форсировании Днепра», ефрейтор Сергей Седнев был удостоен высокого звания Героя Советского Союза с вручением ордена Ленина и медали «Золотая Звезда» за номером 2319.
После окончания войны Седнев был демобилизован. Проживал и работал в Киеве. Умер 28 июля 1975 года.
Был также награждён рядом медалей.